# Naxhije Doçi
Naxhije Doçi (ur. w Suvej Rece) – jugosłowiańska i kosowska pisarka oraz nauczycielka, także polityczka i działaczka na rzecz praw kobiet.

## Życiorys
Ukończyła szkołę podstawową w Suvej Rece i średnią w Prizrenie, studiowała następnie na Uniwersytecie w Prisztinie; po ukończeniu nauki przez ponad 30 lat pracowała jako nauczycielka w prisztińskich szkołach podstawowych i średnich. W latach 90. była więziona z powodów politycznych przez władze jugosłowiańskie.
Zaangażowała się w działalność Demokratycznej Ligi Kosowa, z ramienia której zasiadała w Zgromadzeniu Kosowa w latach 2004–2008.
Członkini Ligi Pisarzy Kosowa.

## Wybrana twórczość[1]
- Shpirti i dërmuar – Dhuna serbe ndaj femrës shqiptare në Kosovë
- 1997-1999 (2001)
- Destan Bajraktari – folklorist, letrar dhe atdhetar (2009; monografia)
- Krimi dhe përdhunimi serb kundër femrës shqiptare në Kosovë 1997-1999 (2010)
- Times of flambeaus of fredoom (2012)
- The Serbian crime and rape against the Albanian Woman in Kosova 1997–1999 (2013)

### Poezje
- Kohë flakadanësh të lirisë (2012)
- Udha e kombit – ëndërr e dehur e rrënjës (2015)
- Vargëzim mbi gjurmë (2017)

## Życie prywatne
Córka profesora i folklorysty Destana Bajraktariego.